# A Briliáns elmék epizódjainak listája
Ez a lista a Briliáns elmék (Suits) című amerikai sorozat epizódjait tartalmazza.

## Évados áttekintés
| Évad | Évad | Részek száma | Részek száma | Eredeti sugárzás | Eredeti sugárzás     | Eredeti adó | Magyar sugárzás      | Magyar sugárzás    | Magyar adó |
| Évad | Évad | Részek száma | Részek száma | Évadbemutató     | Évadzáró             | Eredeti adó | Évadbemutató         | Évadzáró           | Magyar adó |
| ---- | ---- | ------------ | ------------ | ---------------- | -------------------- | ----------- | -------------------- | ------------------ | ---------- |
|      | 1.   | 12           | 12           | 2011. június 23. | 2011. szeptember 8.  | USA Network | 2013. szeptember 6.  | 2013. november 21. | TV2        |
|      | 2.   | 16           | 16           | 2012. június 14. | 2013. február 21.    | USA Network | 2014. április 11.    | 2014. augusztus 1. | TV2        |
|      | 3.   | 16           | 16           | 2013. július 16. | 2014. április 10.    | USA Network | 2020. április 22.    | 2020. április 22.  | Netflix    |
|      | 4.   | 16           | 16           | 2014. június 11. | 2015. március 4.     | USA Network | 2020. május 16.      | 2020. május 16.    | Netflix    |
|      | 5.   | 16           | 16           | 2015. június 24. | 2016. március 2.     | USA Network | 2020. május 14.      | 2020. május 14.    | Netflix    |
|      | 6.   | 16           | 16           | 2016. július 13. | 2017. március 1.     | USA Network | 2017. szeptember 20. | 2018. január 16.   | TV2        |
|      | 7.   | 16           | 16           | 2017. július 12. | 2018. április 25.    | USA Network | 2018. augusztus 29.  | 2018. december 19. | TV2        |
|      | 8.   | 16           | 16           | 2018. július 18. | 2019. február 27.    | USA Network | 2020. augusztus 2.   | 2020. november 22. | TV2        |
|      | 9.   | 10           | 10           | 2019. július 17. | 2019. szeptember 25. | USA Network | 2021. július 17.     | 2021. július 17.   | Netflix    |

## Első évad (2011)
| Sor. | Év. | Cím                                        | Rendező            | Író            | Premier                                | Nézettség   | Gyártási szám |
| ---- | --- | ------------------------------------------ | ------------------ | -------------- | -------------------------------------- | ----------- | ------------- |
| 1.   | 1.  | Bevezető (Pilot)                           | Kevin Bray         | Aaron Korsh    | 2011. június 23. 2013. szeptember 6.   | 4,64 millió | 101           |
| 2.   | 2.  | Hibák és kilépések (Errors and Omissions)  | John Scott         | Sean Jablonski | 2011. június 30. 2013. szeptember 13.  | 3,89 millió | 102           |
| 3.   | 3.  | Nyomon követi (Inside Track)               | Kevin Bray         | Aaron Korsh    | 2011. július 7. 2013. szeptember 20.   | 4,53 millió | 103           |
| 4.   | 4.  | Piszkos titkok (Dirty Little Secrets)      | Dennie Gordon      | Jon Cowan      | 2011. július 14. 2013. szeptember 27.  | 4,38 millió | 104           |
| 5.   | 5.  | Kifelé (Bail Out)                          | Kate Woods         | Ethan Drogin   | 2011. július 21. 2013. október 3.      | 4,38 millió | 105           |
| 6.   | 6.  | Kereskedelmi trükkök (Tricks of the Trade) | Terry McDonough    | Rick Muirragui | 2011. július 28. 2013. október 10.     | 4,44 millió | 106           |
| 7.   | 7.  | Játék (Play the Man)                       | Tim Matheson       | Erica Lipez    | 2011. augusztus 4. 2013. október 17.   | 4,03 millió | 107           |
| 8.   | 8.  | Az identitás válsága (Identity Crisis)     | Norberto Barba     | Ethan Drogin   | 2011. augusztus 11. 2013. október 24.  | 3,96 millió | 108           |
| 9.   | 9.  | Veretlen (Undefeated)                      | Felix Alcara       | Rick Muirragui | 2011. augusztus 18. 2013. október 31.  | 4,45 millió | 109           |
| 10.  | 10. | Szavatossági idő (Shelf Life)              | Jennifer Getzinger | Sean Jablonski | 2011. augusztus 25. 2013. november 7.  | 3,82 millió | 110           |
| 11.  | 11. | Játékszabályok (Rules of the Game)         | Mike Smith         | Jon Cowan      | 2011. szeptember 1. 2013. november 14. | 3,96 millió | 111           |
| 12.  | 12. | Nagy kutyák harca (Dog Fight)              | Kevin Bray         | Aaron Korsh    | 2011. szeptember 8. 2013. november 21. | 3,47 millió | 112           |

## Második évad (2012-2013)
| Sor. | Év. | Cím                               | Rendező             | Író                | Premier                              | Nézettség   | Gyártási szám |
| ---- | --- | --------------------------------- | ------------------- | ------------------ | ------------------------------------ | ----------- | ------------- |
| 13.  | 1.  | Ő tudja (She Knows)               | Michael Smith       | Aaron Korsh        | 2012. június 14. 2014. április 11.   | 3,47 millió | 201           |
| 14.  | 2.  | A választás (The Choice)          | Kevin Bray          | Jon Cowan          | 2012. június 21. 2014. április 18.   | 3,80 millió | 202           |
| 15.  | 3.  | Az új főnök (Meet the New Boss)   | Michael Smith       | Erica Lipez        | 2012. június 28. 2014. április 25.   | 3,88 millió | 203           |
| 16.  | 4.  | Felfedezés (Discovery)            | Kevin Bray          | Daniel Arkin       | 2012. július 12. 2014. május 9.      | 3,70 millió | 204           |
| 17.  | 5.  | Szünet (Break Point)              | Christopher Misiano | Ethan Drogin       | 2012. július 19. 2014. május 16.     | 3,72 millió | 205           |
| 18.  | 6.  | Mindent bele (All In)             | John Scott          | Karla Nappi        | 2012. július 26. 2014. május 23.     | 3,89 millió | 206           |
| 19.  | 7.  | Igazmondó (Sucker Punch)          | Adam Davidson       | Genevieve Sparling | 2012. augusztus 2. 2014. május 30.   | 3,41 millió | 207           |
| 20.  | 8.  | Visszalépés (Rewind)              | Félix Alcalá        | Rick Muirragui     | 2012. augusztus 9. 2014. június 6.   | 3,42 millió | 208           |
| 21.  | 9.  | Csillag (Asterisk)                | Jennifer Getzinger  | Justin Peacock     | 2012. augusztus 16. 2014. június 13. | 4 millió    | 209           |
| 22.  | 10. | Fényes nappal (High Noon)         | Kevin Bray          | Erica Lipez        | 2012. augusztus 23. 2014. június 20. | 4,48 millió | 210           |
| 23.  | 11. | Nem lát a szeméttől (Blind-Sided) | David Platt         | Ethan Drogin       | 2013. január 17. 2014. június 27.    | 3,57 millió | 211           |
| 24.  | 12. | Vér a vízben (Blood in the Water) | Roger Kumble        | Genevieve Sparling | 2013. január 24. 2014. július 4.     | 3,75 millió | 212           |
| 25.  | 13. | Zane (Zane vs. Zane)              | Nicole Kassell      | Rick Muirragui     | 2013. január 31. 2014. július 11.    | 3,36 millió | 213           |
| 26.  | 14. | Visszatért (He's Back)            | Kevin Bray          | Daniel Arkin       | 2013. február 7. 2014. július 18.    | 3,07 millió | 214           |
| 27.  | 15. | Normandia (Normandy)              | Terry McDonough     | Jon Cowan          | 2013. február 14. 2014. július 25.   | 2,90 millió | 215           |
| 28.  | 16. | Háború (War)                      | John Scott          | Aaron Korsh        | 2013. február 21. 2014. augusztus 1. | 3,20 millió | 216           |

## Harmadik évad (2013-2014)
Elsőként a Briliáns elmék 3. évadát Magyarországon a Netflix adta ki feliratosan.
| Sor. | Év. | Cím                                           | Rendező             | Író                         | Premier                                | Nézettség   | Gyártási szám |
| ---- | --- | --------------------------------------------- | ------------------- | --------------------------- | -------------------------------------- | ----------- | ------------- |
| 29.  | 1.  | A megállapodás (The Arrangement)              | Christopher Misiano | Aaron Korsh                 | 2013. július 16. 2020. április 22.     | 2,93 millió | 301           |
| 30.  | 2.  | Akarom, hogy akarj (I Want You to Want Me)    | Roger Kumble        | Jon Cowan                   | 2013. július 23. 2020. április 22.     | 2,88 millió | 302           |
| 31.  | 3.  | Lezáratlan ügy (Unfinished Business)          | Anton Cropper       | Ethan Drogin                | 2013. július 30. 2020. április 22.     | 2,47 millió | 303           |
| 32.  | 4.  | Összeférhetetlenség (Conflict of Interest)    | Michael Smith       | Daniel Arkin                | 2013. augusztus 6. 2020. április 22.   | 2,99 millió | 304           |
| 33.  | 5.  | A gyanú árnyékában (Shadow of a Doubt)        | Félix Alcaná        | Genevieve Sparling          | 2013. augusztus 13. 2020. április 22.  | 2,79 millió | 305           |
| 34.  | 6.  | Korábbi alkalommal (The Other Time)           | John Scott          | Rick Muirragui              | 2013. augusztus 20. 2020. április 22.  | 2,76 millió | 306           |
| 35.  | 7.  | Ő az enyém (She's Mine)                       | Anton Cropper       | Paul Redford                | 2013. augusztus 27. 2020. április 22.  | 2,79 millió | 307           |
| 36.  | 8.  | Végjáték (Endgame)                            | Michael Smith       | Justin Peacock              | 2013. szeptember 3. 2020. április 22.  | 3,52 millió | 308           |
| 37.  | 9.  | Rosszhiszeműség (Bad Faith)                   | Christopher Misiano | Ethan Drogin                | 2013. szeptember 10. 2020. április 22. | 2,95 millió | 309           |
| 38.  | 10. | Maradj (Stay)                                 | Kevin Bray          | Rick Muirragui              | 2013. szeptember 17. 2020. április 22. | 3,16 millió | 310           |
| 39.  | 11. | Eltemetett titkok (Buried Secrets)            | Cherie Nowlan       | Erica Lipez                 | 2014. március 6. 2020. április 22.     | 2,77 millió | 311           |
| 40.  | 12. | Ami történt, megtörtént (Yesterday's Gone)    | Anton Cropper       | Genevieve Sparling          | 2014. március 13. 2020. április 22.    | 2,27 millió | 312           |
| 41.  | 13. | Vitás pont (Moot Point)                       | Kevin Bray          | Daniel Arkin                | 2014. március 20. 2020. április 22.    | 2,35 millió | 313           |
| 42.  | 14. | Gyomorégés (Heartburn)                        | James Whitmore, Jr. | Aaron Korsh és Erica Lipez  | 2014. március 27. 2020. április 22.    | 2,53 millió | 314           |
| 43.  | 15. | Tudni kell abbahagyni (Know When to Fold 'Em) | Anton Cropper       | Jon Cowan                   | 2014. április 3. 2020. április 22.     | 2,50 millió | 315           |
| 44.  | 16. | Nincs kiút (No Way Out)                       | Michael Smith       | Aaron Korsh és Daniel Arkin | 2014. április 10. 2020. április 22.    | 2,40 millió | 316           |

## Negyedik évad (2014-2015)
Elsőként a Briliáns elmék 4. évadát Magyarországon a Netflix adta ki feliratosan.
| Sor. | Év. | Cím                                                    | Rendező             | Író                                             | Premier                             | Nézettség   | Gyártási szám |
| ---- | --- | ------------------------------------------------------ | ------------------- | ----------------------------------------------- | ----------------------------------- | ----------- | ------------- |
| 45.  | 1.  | Egy, kettő, három, start... (One-Two-Three Go...)      | Anton Cropper       | Aaron Korsh                                     | 2014. június 11. 2020. május 16.    | 2,50 millió | 401           |
| 46.  | 2.  | Reggeli, ebéd és vacsora (Breakfast, Lunch and Dinner) | Roger Kumble        | Genevieve Sparling                              | 2014. június 18. 2020. május 16.    | 2,65 millió | 402           |
| 47.  | 3.  | Kettőt a térdbe (Two in the Knees)                     | Anton Cropper       | Chris Downey                                    | 2014. június 25. 2020. május 16.    | 2,76 millió | 403           |
| 48.  | 4.  | Helyzeti előny (Leveraged)                             | Kevin Bray          | Nora Zuckerman és Lilla Zuckerman               | 2014. július 9. 2020. május 16.     | 2,42 millió | 404           |
| 49.  | 5.  | Egy font hús (Pound of Flesh)                          | Christopher Misiano | Daniel Arkin                                    | 2014. július 16. 2020. május 16.    | 2,33 millió | 405           |
| 50.  | 6.  | Litt lecsap (Litt the Hell Up)                         | Silver Tree         | Rick Muirragui                                  | 2014. július 23. 2020. május 16.    | 2,70 millió | 406           |
| 51.  | 7.  | Végeztünk (We're Done)                                 | Cherie Nowlan       | Aaron Korsh, Daniel Arkin és Genevieve Sparling | 2014. július 30. 2020. május 16.    | 2,81 millió | 407           |
| 52.  | 8.  | Leleplezés (Exposure)                                  | John Scott          | Justin Peacock                                  | 2014. augusztus 6. 2020. május 16.  | 2,59 millió | 408           |
| 53.  | 9.  | Búcsú (Gone)                                           | James Whitmore, Jr. | Kyle Long                                       | 2014. augusztus 13. 2020. május 16. | 2,59 millió | 409           |
| 54.  | 10. | Róma (This Is Rome)                                    | Roger Kumble        | Chris Downey                                    | 2014. augusztus 20. 2020. május 16. | 2,76 millió | 410           |
| 55.  | 11. | Elég ebből (Enough Is Enough)                          | Gabriel Macht       | Nora Zuckerman és Lilla Zuckerman               | 2015. január 28. 2020. május 16.    | 1,87 millió | 411           |
| 56.  | 12. | Tisztelet (Respect)                                    | Anton Cropper       | Genevieve Sparling                              | 2015. február 4. 2020. május 16.    | 1,67 millió | 412           |
| 57.  | 13. | Útelágazás (Fork in the Road)                          | Michael Smith       | Rick Muirragui                                  | 2015. február 11. 2020. május 16.   | 1,46 millió | 413           |
| 58.  | 14. | Kisiklás (Derailed)                                    | Patrick J. Adams    | Justin Peacock és Kyle Long                     | 2015. február 18. 2020. május 16.   | 1,70 millió | 414           |
| 59.  | 15. | Szándék (Intent)                                       | Silver Tree         | Daniel Arkin                                    | 2015. február 25. 2020. május 16.   | 1,80 millió | 415           |
| 60.  | 16. | Nem csak szép (Not Just a Pretty Face)                 | Anton Cropper       | Aaron Korsh                                     | 2015. március 4. 2020. május 16.    | 1,55 millió | 416           |

## Ötödik évad (2015-2016)
Elsőként a Briliáns elmék 5. évadát Magyarországon a Netflix adta ki feliratosan.
| Sor. | Év. | Cím                                      | Rendező          | Író                                      | Premier                             | Nézettség   | Gyártási szám |
| ---- | --- | ---------------------------------------- | ---------------- | ---------------------------------------- | ----------------------------------- | ----------- | ------------- |
| 61.  | 1.  | Tagadás (Denial)                         | Anton Cropper    | Aaron Korsh                              | 2015. június 25. 2020. május 14.    | 2,13 millió | 501           |
| 62.  | 2.  | Kártérítés (Compensation)                | Michael Smith    | Rick Muirragui                           | 2015. július 1. 2020. május 14.     | 2,27 millió | 502           |
| 63.  | 3.  | Nincs több (No Refills)                  | Anton Cropper    | Chris Downey                             | 2015. július 8. 2020. május 14.     | 2,16 millió | 503           |
| 64.  | 4.  | No Puedo Hacerlo (No Puedo Hacerlo)      | Silver Tree      | Genevieve Sparling                       | 2015. július 15. 2020. május 14.    | 2,38 millió | 504           |
| 65.  | 5.  | Szemtől szembe (Toe to Toe)              | Kevin Bray       | Nora Zuckerman és Lilla Zuckerman        | 2015. július 22. 2020. május 14.    | 2,09 millió | 505           |
| 66.  | 6.  | Privilégium (Privilege)                  | Michael Smith    | Kyle Long                                | 2015. július 29. 2020. május 14.    | 2,06 millió | 506           |
| 67.  | 7.  | Talált, süllyedt (Hitting Home)          | Roger Kumble     | Sharyn Rothstein                         | 2015. augusztus 5. 2020. május 14.  | 2,08 millió | 507           |
| 68.  | 8.  | Mea Culpa (Mea Culpa)                    | Kate Dennis      | Daniel Arkin                             | 2015. augusztus 12. 2020. május 14. | 2,31 millió | 508           |
| 69.  | 9.  | Hívatlan vendégek (Uninvited Guests)     | Silver Tree      | Chris Downey                             | 2015. augusztus 19. 2020. május 14. | 2,30 millió | 509           |
| 70.  | 10. | Hit (Faith)                              | Anton Cropper    | Genevieve Sparling                       | 2015. augusztus 26. 2020. május 14. | 2,34 millió | 510           |
| 71.  | 11. | Következmények (Blowback)                | Cherie Nowlan    | Nora Zuckerman és Lilla Zuckerman        | 2016. január 27. 2020. május 14.    | 1,74 millió | 511           |
| 72.  | 12. | Élj, hogy harcolhass... (Live to Fight…) | Rob Seidenglanz  | Sharyn Rothstein                         | 2016. február 3. 2020. május 14.    | 1,51 millió | 512           |
| 73.  | 13. | Isten kék ege alatt (God's Green Earth)  | Anton Cropper    | Genevieve Sparling és Sandra Silverstein | 2016. február 10. 2020. május 14.   | 1,71 millió | 513           |
| 74.  | 14. | Önvédelem (Self Defense)                 | Patrick J. Adams | Kyle Long                                | 2016. február 17. 2020. május 14.   | 1,58 millió | 514           |
| 75.  | 15. | Tik-tak (Tick Tock)                      | Roger Kumble     | Daniel Arkin                             | 2016. február 24. 2020. május 14.   | 1,73 millió | 515           |
| 76.  | 16. | A 25. óra (25th Hour)                    | Anton Cropper    | Aaron Korsh                              | 2016. március 2. 2020. május 14.    | 1,71 millió | 516           |

## Hatodik évad (2016-2017)
| Sor. | Év. | Cím                                           | Rendező             | Író                                    | Premier                                 | Nézettség   | Gyártási szám |
| ---- | --- | --------------------------------------------- | ------------------- | -------------------------------------- | --------------------------------------- | ----------- | ------------- |
| 77.  | 1.  | Baj (To Trouble)                              | Silver Tree         | Aaron Korsh                            | 2016. július 13. 2017. szeptember 20.   | 1,85 millió | 601           |
| 78.  | 2.  | Adós fizess! (Accounts Payable)               | Michael Smith       | Ethan Drogin                           | 2016. július 20. 2017. szeptember 27.   | 1,65 millió | 602           |
| 79.  | 3.  | Vissza a nyeregbe! (Back on the Map)          | Cherie Nowlan       | Rick Muirragui                         | 2016. július 27. 2017. október 3.       | 1,78 millió | 603           |
| 80.  | 4.  | Megtérés (Turn)                               | Christopher Misiano | Daniel Arkin                           | 2016. augusztus 3. 2017. október 10.    | 1,81 millió | 604           |
| 81.  | 5.  | Bizalom (Trust)                               | Kate Dennis         | Kyle Long                              | 2016. augusztus 10. 2017. október 17.   | 1,51 millió | 605           |
| 82.  | 6.  | Családban marad (Spain)                       | Silver Tree         | Genevieve Sparling                     | 2016. augusztus 17. 2017. október 24.   | 1,68 millió | 606           |
| 83.  | 7.  | Nyulat a bokorból (Shake the Trees)           | Anton Cropper       | Rick Muirragui és Sandra Silverstein   | 2016. augusztus 24. 2017. október 31.   | 1,83 millió | 607           |
| 84.  | 8.  | Tik-Tak (Borrowed Time)                       | Gabriel Macht       | Sharyn Rothstein                       | 2016. augusztus 31. 2017. november 7.   | 1,88 millió | 608           |
| 85.  | 9.  | A kéz, amelyik etet (The Hand That Feeds You) | Roger Kumble        | Daniel Arkin                           | 2016. szeptember 7. 2017. november 14.  | 1,87 millió | 609           |
| 86.  | 10. | Pearson Spector Litt, mínusz Pearson (P.S.L)  | Kevin Bray          | Aaron Korsh és Genevieve Sparling      | 2016. szeptember 14. 2017. november 21. | 1,92 millió | 610           |
| 87.  | 11. | Széthullás (She's Gone)                       | Patrick J. Adams    | Aaron Korsh és Rick Muirragui          | 2017. január 25. 2017. november 28.     | 1,37 millió | 611           |
| 88.  | 12. | Családban marad (The Painting)                | Gregor Jordan       | Sharyn Rothstein és Sandra Silverstein | 2017. február 1. 2017. december 5.      | 1,53 millió | 612           |
| 89.  | 13. | Alkuk (Teeth, Nose, Teeth)                    | Silver Tree         | Kyle Long                              | 2017. február 8. 2017. december 12.     | 1,28 millió | 613           |
| 90.  | 14. | Beismerés (Admission of Guilt)                | Michael Smith       | Ethan Drogin                           | 2017. február 15. 2017. december 19.    | 1,21 millió | 614           |
| 91.  | 15. | Quid Pro Quo (Quid Pro Quo)                   | Maurice Marable     | Aaron Korsh és Daniel Arkin            | 2017. február 22. 2018. január 9.       | 1,25 millió | 615           |
| 92.  | 16. | A meghallgatás (Character and Fitness)        | Roger Kumble        | Genevieve Sparling                     | 2017. március 1. 2018. január 16.       | 1,13 millió | 616           |

## Hetedik évad (2017-2018)
| Sor. | Év. | Cím                                                                | Rendező             | Író                              | Premier                                 | Nézettség   | Gyártási szám |
| ---- | --- | ------------------------------------------------------------------ | ------------------- | -------------------------------- | --------------------------------------- | ----------- | ------------- |
| 93.  | 1.  | Aki mer, az nyer (Skin in the Game)                                | Silver Tree         | Aaron Korsh                      | 2017. július 12. 2018. augusztus 29.    | 1,40 millió | 701           |
| 94.  | 2.  | Dől a szobor (The Statue)                                          | Michael Smith       | Genevieve Sparling               | 2017. július 19. 2018. szeptember 5.    | 1,36 millió | 702           |
| 95.  | 3.  | Tekintély (Mudmare)                                                | Maurice Marable     | Sharyn Rothstein                 | 2017. július 26. 2018. szeptember 12.   | 1,41 millió | 703           |
| 96.  | 4.  | Oszd meg és uralkodj! (Divide and Conquer)                         | Anton Cropper       | Daniel Arkin                     | 2017. augusztus 2. 2018. szeptember 19. | 1,41 millió | 704           |
| 97.  | 5.  | Az adott szó (Brooklyn Housing)                                    | Roger Kumble        | Marshall Knight és Rob LaMorgese | 2017. augusztus 9. 2018. szeptember 26. | 1,29 millió | 705           |
| 98.  | 6.  | Akasztják a hóhért (Home to Roost)                                 | Valerie Weiss       | Sandra Silverstein               | 2017. augusztus 16. 2018. október 3.    | 1,47 millió | 706           |
| 99.  | 7.  | Az igazat, csakis az igazat, a színtiszta igazat (Full Disclosure) | Cherie Nowlan       | Ethan Drogin                     | 2017. augusztus 23. 2018. október 10.   | 1,35 millió | 707           |
| 100. | 8.  | Igazságszolgáltatás (100)                                          | Patrick J. Adams    | Rick Muirragui                   | 2017. augusztus 30. 2018. október 17.   | 1,51 millió | 708           |
| 101. | 9.  | Szégyen (Shame)                                                    | Silver Tree         | Sharyn Rothstein                 | 2017. szeptember 6. 2018. október 31.   | 1,64 millió | 709           |
| 102. | 10. | Donna (Donna)                                                      | Michael Smith       | Genevieve Sparling               | 2017. szeptember 13. 2018. november 7.  | 1,68 millió | 710           |
| 103. | 11. | Értékítélet (Hard Truths)                                          | Christopher Misiano | Ethan Drogin                     | 2018. március 28. 2018. november 14.    | 1,18 millió | 711           |
| 104. | 12. | Rosszfiúk (Bad Man)                                                | Roger Kumble        | Rick Muirragui                   | 2018. április 4. 2018. november 21.     | 1,06 millió | 712           |
| 105. | 13. | Elkerülhetetlen (Inevitable)                                       | Christopher Misiano | Genevieve Sparling               | 2018. április 11. 2018. november 21.    | 0,95 millió | 713           |
| 106. | 14. | Védelem nélkül (Pulling the Goalie)                                | Emile Levisetti     | Aaron Korsh & Sharyn Rothstein   | 2018. április 18. 2018. december 5.     | 0,99 millió | 714           |
| 107. | 15. | Omlásveszély (Tiny Violin)                                         | Christopher Misiano | Aaron Korsh & Daniel Arkin       | 2018. április 25. 2018. december 12.    | 1,09 millió | 715           |
| 108. | 16. | Búcsú (Good-Bye)                                                   | Anton L. Cropper    | Aaron Korsh & Daniel Arkin       | 2018. április 25. 2018. december 19.    | 1,07 millió | 716           |

## Nyolcadik évad (2018-2019)
| Sor. | Év. | Cím                                                           | Rendező             | Író                                             | Premier                                  | Nézettség   | Gyártási szám |
| ---- | --- | ------------------------------------------------------------- | ------------------- | ----------------------------------------------- | ---------------------------------------- | ----------- | ------------- |
| 109. | 1.  | Kaparj, kurta! (Right-Hand Man)                               | Christopher Misiano | Aaron Korsh                                     | 2018. július 18. 2020. augusztus 2.      | 1,27 millió | 801           |
| 110. | 2.  | Ranglétra (Pecking Order)                                     | Michael Smith       | Genevieve Sparling                              | 2018. július 25. 2020. augusztus 9.      | 1,18 millió | 802           |
| 111. | 3.  | Az ígéret szép szó (Promises, Promises)                       | Roger Kumble        | Rob LaMorgese és Marshall Knight                | 2018. augusztus 1. 2020. augusztus 16.   | 1,16 millió | 803           |
| 112. | 4.  | Költségminimalizálás (Revenue Per Square Foot)                | Michael Smith       | Ethan Drogin                                    | 2018. augusztus 8. 2020. augusztus 23.   | 1,09 millió | 804           |
| 113. | 5.  | Iszappakolás (Good Mudding)                                   | Valerie Weiss       | Sharyn Rothstein                                | 2018. augusztus 15. 2020. augusztus 30.  | 1,15 millió | 805           |
| 114. | 6.  | Macska, ballett, Harvey Spector (Cats, Ballet, Harvey Specte) | Emile Levisetti     | Garrett Schabb                                  | 2018. augusztus 22. 2020. szeptember 6.  | 1,22 millió | 806           |
| 115. | 7.  | Savanyú a szőlő (Sour Grapes)                                 | Gabriel Macht       | Ian Deitchman és Kristin Robinson               | 2018. augusztus 29. 2020. szeptember 13. | 1,13 millió | 807           |
| 116. | 8.  | Szertár (Coral Gables)                                        | Christopher Misiano | Marshall Knight és Rob LaMorgese                | 2018. szeptember 5. 2020. szeptember 20. | 1,30 millió | 808           |
| 117. | 9.  | Halasztási kérelem (Motion to Delay)                          | Christopher Misiano | Aaron Korsh és Genevieve Sparling               | 2018. szeptember 12. 2020. október 11.   | 1,07 millió | 809           |
| 118. | 10. | Cégvezető (Managing Partner)                                  | Silver Tree         | Aaron Korsh és Ethan Drogin                     | 2018. szeptember 19. 2020. október 24.   | 1,08 millió | 810           |
| 119. | 11. | Balegyenes (Rocky 8)                                          | Roger Kumble        | Michael L. Kramer                               | 2019. január 23. 2020. október 24.       | 0,82 millió | 811           |
| 120. | 12. | Bálnavadászat (Whale Hunt)                                    | Valerie Weiss       | Ian Deitchman és Kristin Robinson               | 2019. január 30. 2020. október 24.       | 0,91 millió | 812           |
| 121. | 13. | Ilyennek neveltelek (The Greater Good)                        | Darren Grant        | Garrett Schabb                                  | 2019. február 6. 2020. november 1.       | 0,77 millió | 813           |
| 122. | 14. | A zsák meg a foltja (Peas in a Pod)                           | Christopher Misiano | Sharyn Rothstein és Jordan Pomaville            | 2019. február 13. 2020. november 8.      | 0,78 millió | 814           |
| 123. | 15. | Csali (Stalking Horse)                                        | Chloe Domont        | Ethan Drogin és Genevieve Sparling              | 2019. február 20. 2020. november 15.     | 0,69 millió | 815           |
| 124. | 16. | Vezeklés (Harvey)                                             | Christopher Misiano | Aaron Korsh, Genevieve Sparling és Ethan Drogin | 2019. február 27. 2020. november 22.     | 0,74 millió | 816           |

## Kilencedik évad (2019)
Elsőként a Briliáns elmék 9. évadát Magyarországon a Netflix adta ki feliratosan. 
| Sor. | Év. | Cím                                        | Rendező               | Író                                | Premier                               | Nézettség    |
| ---- | --- | ------------------------------------------ | --------------------- | ---------------------------------- | ------------------------------------- | ------------ |
| 125. | 1.  | Minden megváltozott (Everything's Changed) | Christopher Misiano   | Aaron Korsh                        | 2019. július 17. 2021. július 17.     | 1,04 millió  |
| 126. | 2.  | Jogi felügyelő (Special Master)            | Michael Smith         | Genevieve Sparling                 | 2019. július 24. 2021. július 17.     | 1,04 millió  |
| 127. | 3.  | Szélmalmok (Windmills)                     | Gabriel Macht         | Marshall Knight és Rob LaMorgese   | 2019. július 31. 2021. július 17.     | 0,94 millió  |
| 128. | 4.  | Kairó (Cairo)                              | Anton Cropper         | Sharyn Rothstein                   | 2019. augusztus 7. 2021. július 17.   | 1,00 millió  |
| 129. | 5.  | Ha a cipellő passzol (If the Shoe Fits)    | Christopher Misiano   | Jeffrey M. Lee és Jordan Pomaville | 2019. augusztus 14. 2021. július 17.  | 0,96 millióó |
| 130. | 6.  | Bármi áron (Whatever It Takes)             | Michael Smith         | Ethan Drogin                       | 2019. augusztus 21. 2021. július 17.  | 1,05 millió  |
| 131. | 7.  | Panorámaút (Scenic Route)                  | Emile Levisetti       | Garrett Schabb                     | 2019. szeptember 4. 2021. július 17.  | 1,07 millió  |
| 132. | 8.  | A fogoly dilemmája (Prisoner's Dilemma)    | Julian Holmes         | Ethan Drogin                       | 2019. szeptember 11. 2021. július 17. | 0,97 millió  |
| 133. | 9.  | Elintézve (Thunder Away)                   | Robert Duncan McNeill | Genevieve Sparling                 | 2019. szeptember 18. 2021. július 17. | 0,96 millió  |
| 134. | 10. | Egy utolsó átverés (One Last Con)          | Aaron Korsh           | Aaron Korsh                        | 2019. szeptember 25. 2021. július 17. | 0,86 millió  |